# 2018 en architecture
| Années de l'architecture : 2015 - 2016 - 2017 - 2018 - 2019 - 2020 - 2021    |
| Décennies de l'architecture : 1980 - 1990 - 2000 - 2010 - 2020 - 2030 - 2040 |

Les événements liés à l'architecture en 2018 :

## Réalisations
- 23 octobre : Xi Jinping inaugure le plus long pont maritime du monde, qui relie Hong Kong à Macao.
- 31 octobre : inauguration de la statue de l'Unité, la plus haute du monde, en Inde.

## Événements
- 10 février : la péniche historique Louise-Catherine, de Le Corbusier et de Madeleine Zillhardt, coule à Paris lors d'une crue de la Seine[1].

## Récompenses
- 1er mars : Balkrishna Vithaldas Doshi obtient le prix Pritzker 2018.

## Décès
- 11 octobre : décès à 80 ans de l'architecte français Paul Andreu.
- 13 octobre : décès à 92 ans de l' urbaniste et géographe français Marcel Roncayolo.
- 27 octobre : décès à 83 ans de l'architecte et artiste Jean Dumontier.